# اینگو اشویشتنبرگ
اینگو اشویشتنبرگ (به آلمانی: Ingo Schwichtenberg) (زاده ۱۸ مهٔ ۱۹۶۵ - درگذشته ۸ مارس ۱۹۹۵) درامر آلمانی و یکی از بنیانگذاران گروه پاور متال هلووین بود. او بخاطر انرژی زیاد در هنگام نواختن درامز شهرت دارد و سبک وی در درامز نوازی توسط بسیاری از نوازندگان درامز پیروی شده و می‌شود.
در خلال تور آلبوم Chameleon هلووین در سال ۱۹۹۳ اشویشتنبرگ از گروه اخراج می‌شود. علت اخراج او از گروه مصرف بیش از اندازه الکل و مواد مخدر عنوان شده‌است. همچنین او از بیماری اسکیزوفرنی رنج می‌برد و رد شدن درمان توسط او باعث شد تا او به وهم و خیالی غیرقابل کنترل برسد و توانایی اداره خود بر روی صحنه را از دست بدهد. پس از اخراج از گروه افسردگی و بیماری روحی اشویشتنبرگ ادامه پیدا کرد و سرانجام در هشتم مارس ۱۹۹۵ با پریدن مقابل قطار به زندگی خود خاتمه داد. هلووین در یادبود و احترام اشویشتنبرگ، آلبوم The time of the oath را به او تقدیم کرد.